# Frontera entre l'Índia i Myanmar
La frontera entre l'Índia i Myanmar és la frontera que separa Myanmar de l'Índia. Comença al nord amb al trifini amb la Xina i finalitza cap al sud al trifini amb Bangladesh. Una part del seu recorregut està format pel riuKaladan, un altre per la serralada de l'Arakan (Patkai i les muntanyes Xin). Separa els estats indis de Nagaland, Manipur, Mizoram i Arunachal Pradesh de la divisió de Sagaing i els estats Kachin i Xin

## La barrera indo-birmana
Llarga i accidentada, la frontera també és molt porosa. Hi ha delictes transfronterers i diferents tipus de tràfic: falsificacions, armes, diners falsificats, drogues, etc. L'Oficina de Nacions Unides contra la Droga i el Delicte (UNODC) i l'Òrgan Internacional de Control d'Estupefaents (OICS) adverteixen que el mal estat de les instal·lacions duaneres augmenten el risc de convertir-la en un punt de pas important pel narcotràfic,. Durant els anys 2001-2003, les forces de seguretat índies també han qüestionat la porositat de la frontera per 200 morts relacionades amb les insurreccions locals.
Els dos governs van completar sis mesos d'estudis conjunts abans de construir un mur fronterer. La construcció d'aquest va començar el març de 2003.

### Protestes
L'any 2004, la construcció havia de ser interrompuda a Manipur, a causa dels esdeveniments organitzats per les comunitats tangkhul, kukis i naga. Segons ells, una gran franja de terra es convertiria en birmana en llur detriment. Les protestes dels habitants de les regions de More, Chorokhunou i Molchan va obligar el govern de Manipur a abordar la qüestió. El mur dividiria diversos grups ètnics, com lushei, nagues, xin i Kukis, les terres dels quals s'estenen per ambdós costats de la frontera.
També es va informar en 2007 que a Manipur una impugnació del traçat era subjecte de nou fites frontereres.